# Entomophthora aphrophorae
Entomophthora aphrophorae är en svampart som beskrevs av Rostr. 1896. Entomophthora aphrophorae ingår i släktet Entomophthora och familjen Entomophthoraceae.   Inga underarter finns listade i Catalogue of Life.